# 斯科特·亚当斯 (游戏开发者)
斯科特·亚当斯（英語：Scott Adams，1952年7月10日—），是美国企业家、程序员、电子游戏设计师。他是电子游戏《探险世界》的设计师，也是首个将文字冒险游戏搬上个人电脑的开发者。
斯科特·亚当斯出生于美国佛罗里达州迈阿密。他的弟弟理查德·亚当斯拥有一台16位计算机，斯科特在业余时间便使用这台计算机进行编程。在1975年，斯科特开发出了一款类似《太空战争！》的游戏程序。三年后，他使用BASIC语言在TRS-80上设计编写出了《探险世界》的代码，该游戏对文字冒险游戏类型和电脑游戏均产生了重要影响。《探险世界》完成后，他的妻子亚历克西丝发现在个人电脑平台销售文字冒险游戏的市场潜力，于1979年与斯科特共同创办了电子游戏发行商探險國際，以在更多种类的个人电脑上发行他的文字冒险游戏系列，亚历克西丝负责处理公司的大部分业务，还主导了1979年游戏《巫毒城堡》的程序编写工作。但1983年美国游戏业大萧条后，两人离婚。1990年，《電腦遊戲世界》称赞斯科特是“受尊敬的设计师”，因为他在文字冒险游戏发展早期设计出了大量谜题，该杂志认为后来游戏的谜题设计的新颖度或难度都不可能再超越他了。

## 游戏作品
斯科特·亚当斯参与开发的电子游戏作品主要为14款“探险”系列文字和图形冒险游戏，全部由探险国际发行。
- Special Sampler（1979年，《探险世界》的测试版）[7]
- 《探险世界》（1978年）
- 《海盗历险记（英语：Pirate Adventure）》（1979年）
- Secret Mission（1979年）
- 《巫毒城堡（英语：Voodoo Castle）》（1979年）
- The Count（1979年）
- 《奇异奥德赛（英语：Strange Odyssey）》（1979年）
- Mystery Fun House（1979年）
- Pyramid of Doom（1979年）
- Ghost Town（1980年）
- Savage Island（1980年）
- Savage Island Part Two（1981年）
- Golden Voyage（1981年）
- Sorcerer of Claymorgue Castle（1984年）
- Return to Pirate's Isle（1984年）